# Thorium-230
Thorium-230 of 230Th is een onstabiele radioactieve isotoop van thorium, een actinide. De isotoop komt van nature niet op Aarde voor.

## Vorming
Thorium-230 kan ontstaan door radioactief verval van actinium-230, protactinium-230, uranium-230 of uranium-234.
{\displaystyle {\ce {{^{230}_{89}Ac}->{^{230}_{90}Th}+{e^{-}}+{\bar {\nu }}_{e}}}}
{\displaystyle {\ce {{^{230}_{92}U}->{^{230}_{91}Pa}+{e^{+}}+{\nu }_{e}}}}
{\displaystyle {\ce {{^{230}_{91}Pa}->{^{230}_{90}Th}+{e^{+}}+{\nu }_{e}}}}
{\displaystyle {\ce {{^{234}_{92}U}->{^{230}_{90}Th}+\,_{2}^{4}\alpha }}}

## Radioactief verval
Thorium-230 bezit een halveringstijd van 75.438 jaar. Het vervalt vrijwel volledig onder uitzending van alfastraling naar de radio-isotoop radium-226:
{\displaystyle {\ce {{^{230}_{90}Th}->{^{226}_{88}Ra}+\,_{2}^{4}\alpha }}}
De vervalenergie hiervan bedraagt 4,76996 MeV. 
Een verwaarloosbaar gedeelte (5,6 × 10−11%) vervalt door spontane kernsplijting naar de radio-isotopen kwik-206 en neon-24:
{\displaystyle {\ce {^{230}_{90}Th -> ^{206}_{80}Hg + ^{24}_{10}Ne}}}
208Th · 209Th · 210Th · 211Th · 212Th · 213Th · 214Th · 215Th · 216Th · 216m1Th · 216m2Th · 217Th · 218Th · 219Th · 220Th · 221Th · 222Th · 223Th · 224Th · 225Th · 226Th · 227Th · 228Th · 229Th · 229mTh · 230Th · 231Th · 232Th · 233Th · 234Th · 235Th · 236Th · 237Th · 238Th · 239Th